# Срби пре Адама и после њега
Срби пре Адама и после њега. Историја једне злоупотребе: слово против „новоромантичара“ је књига Радивоја Радића, српског историчара и универзитетског професора. Књига је објављена 2003, а друго допуњено издање објављено је 2005. године у издању издавачке куће „Стубови културе“.
Радић у књизи анализира и побија тврдње представника Српске аутохтонистичке школе, одбачене од стране историчара као неосноване и псеудонаучне. Он у књизи наводи и побија велики број тврдњи представника ове школе, од којих су најзначајнији Јован И. Деретић и Олга Луковић-Пјановић, истичући апсурдност метода којима се служе, попут произвољног поигравања са лингвистиком и других.

## Позадина
„У годинама санкција, беспарице и свеопште дезоријентације, помало збуњеном делу популације годиле су приче да смо старији и бољи од других које је нудила ова неозбиљна дружина новоромантичара. Није узалуд речено да је за истину најтеже време када све може да буде истина“

Радивој Радић
Почетком деведесетих година 20. века постају популарне теорије које су биле у потпуном раскораку са званичном историјом. Најзначајнији представници Српске аутохтонистичке школе Јован И. Деретић, Олга Луковић-Пјановић, Слободан Јарчевић и други, износе теорије у којима се, између осталог, доводи у питање досељавање Словена на Балкан, истиче се да су Срби „народ најстарији“ и да је српски језик прамајка свих језика, а њихове књиге штампају се у великим тиражима. Радић каже да је у стручној јавности преовлађивало мишљење да заступницима оваквих теорија не треба одговарати јер им се тиме само даје на значају, али да им је он одговорио како би „одбранио занат историчара“.

## Реакције
Према писању Слободне Европе, књига је добро примљена у стручним круговима међутим, представници аутохтонистичке школе реаговали су оптуживши Радића да је фалсификатор и да ради по диктату Ватикана. Глас јавности у свом чланку од 14. децембра 2003. наводи да је један представник српске аутохтонистичке школе поручио да Радића треба батинати „због упропаштавања наше патриотске историје“.